# Eucera occidentalis
Eucera occidentalis är en biart som beskrevs av Jean-Paul Risch 1999. Eucera occidentalis ingår i släktet långhornsbin, och familjen långtungebin. Inga underarter finns listade i Catalogue of Life.